# Songs from Instant Star 4
Songs from Instant Star 4 es la banda sonora de la cuarta y última temporada de la serie de televisión Instant Star protagonizada por Alexz Johnson en el papel de Jude Harrison, quien interpreta 4 canciones.
Cory Lee, Luke McMaster, Tyler Kyt, Damhnait Doyle y otros cantan el resto de las canciones.

## Lista de canciones
1. "Deeper" - Alexz Johnson (Luke McMaster, Rob Wells, Christopher Ward)
2. "Ultraviolet" - Luke McMaster (Luke McMaster, Shelly Peiken)
3. "Perfect" - Valerie Poxleitner (Luke McMaster, Valerie Poxleitner)
4. "2 a.m." - Alexz Johnson (Christopher Ward, Rob Wells)
5. "Live Like Music" - Kyle Riabko (Greg Johnston, Kyle Riabko, Christopher War)
6. "The Music" - Damhnait Doyle (Luke McMaster,Jeen O'Brien, Damhnait Doyle)
7. "Pavement" - Cassie Steele (Cassie Steele, Isaac Hasson, Mher Filian)
8. "Remind Yourself" - Tyler Kyte (Chris Burke-Gaffney, Luke McMaster, Christopher Ward)
9. "Ghost Of Mine" - Cory Lee (Emm Gryner, Jeen O'Brien, Rob Wells)
10. "Higher Ground" - Alexz Johnson (Damhnait Doyle, Rob Wells, Valerie Poxleitner)
11. "Here We Go Again" - Katia Zuccarelli & Luke McMaster (Valerie Poxleitner, Rob Wells, Christopher Ward)
12. "I Still Love You" - Damhnait Doyle (Christopher Ward, Rob Wells)
13. "Song for Amanda" - Kyle Riabko (Kyle Riabko, Mike Fox)
14. "That Was Us" - Alexz Johnson (Greg Johnston, Marc Jordan, Jeen O'Brien)

- Datos: Q3490385